# Museo Felipe Santiago Gutiérrez
El Museo Felipe Santiago Gutiérrez es un recinto que se encuentra en Toluca, Estado de México y es un edificio de finales del siglo XVIII y comienzos del XIX. Fue inaugurado en diciembre de 1992.
Tiene un acervo de obras en acuarela, óleo, algunos dibujos y aproximadamente 225 obras en total que expresan el proceso artístico de Felipe Santiago Gutiérrez.

## Museo
Este recinto cuenta con diferentes salas permanentes, las cualen recrean una línea del tiempo acerca de la vida de Gutiérrez y son:
- Semblanza.
- Inicio en el Retrato.
- Retrato a Lápiz.
- Gutiérrez y sus viajes.
- Contemporáneos.
- Discípulos de Gutiérrez.
- Temas Religiosos.
- Figura Humana.
- Plenitud en el Retrato.
- Temas Diversos.

### Unión con el museo José María Velasco
Este museo comparte la sala de pintura mexicana con el museo José María Velasco